# Ghiacciaio Hubert
Il ghiacciaio Hubert (in inglese Hubert Glacier) è un ghiacciaio lungo circa 32 km situato sulla costa di Rymill, nella parte occidentale della Terra di Palmer, in Antartide. Il ghiacciaio, il cui punto più alto si trova a circa 460 m s.l.m., fluisce in direzione sud-ovest, scorrendo tra il monte Ward e i picchi Steeple, a nord, e i nunatak Horne, a sud, fino ad andare ad alimentare la piattaforma glaciale Giorgio VI, che ricopre l'omonimo canale.

## Storia
Già scoperto nel 1936 durante la spedizione britannica nella Terra di Graham, condotta nel periodo 1934-37 al comando di John Rymill, il ghiacciaio Hubert è stato solo in seguito così battezzato in onore del glaciologo Hubert Miller, dell'Università del Cile, che nella stagione 1963-1964 prese parte alla diciottesima spedizione antartica cilena.